# George Van Eps
George Van Eps, né le 7 août 1913 à Plainfield (New Jersey) et mort le 29 novembre 1998 à Newport Beach (Californie), est un guitariste de jazz américain.

## Biographie
Né dans une famille de musiciens, il est le fils de Fred Van Eps (en). Il apprend le banjo à 11 ans puis après avoir entendu Eddie Lang à la radio, opte pour la guitare. Dans le milieu des années 1930, il joue aux côtés de Harry Reser (en), Smith Ballew (en), Freddy Martin, Benny Goodman ou encore Ray Noble.
Installé en Californie, il devient musicien de studio et se produit sur diverses musiques de films.
Inventeur de la Seven-string guitar (en), il accompagne Charlie Christian et Django Reinhardt et inspirera Bucky Pizzarelli, John Pizzarelli et Howard Alden.
Dans les années 1950, il joue avec Bob Crosby et Matty Matlock et apparaît dans le film La Peau d'un autre ainsi que dans l'album de Frank Sinatra, In the Wee Small Hours.
Il meurt d'une pneumonie le 29 novembre 1998 à Newport Beach.

## Discographie

### Leader ou co-leader
- 1949 : Jump Presents George Van Eps (Jump)
- 1956 : Mellow Guitar (Sundazed)
- 1965 : My Guitar (Euphoria)
- 1967 : Seven-String Guitar (Capitol)
- 1968 : Soliloquy (Euphoria)
- 1991 : Thirteen Strings avec Howard Alden (Concord)
- 1992 : Hand-Crafted Swing avec Howard Alden (Concord)
- 1993 : Seven & Seven avec Howard Alden (Concord)
- 1994 : Keepin' Time avec Howard Alden (Concord)
- 1994 : Legends (Concord) avec Johnny Smith
- 2003 : George Van Eps, Eddie Miller, et Stanley Wright (Jump)[4]

### Sideman
- 1947 : The Voice of Frank Sinatra, Frank Sinatra
- 1953 : Jam Session: Coast to Coast, Eddie Condon
- 1955 : Pete Kelly's Blues, Ray Heindorf
- 1955 : In the Wee Small Hours, Frank Sinatra
- 1956 : Casa Loma in Hi-Fi!, Casa Loma Orchestra
- 1958 : And They Called It Dixieland, Matty Matlock
- 1958 : Pete Kelly Lets His Hair Down, Matty Matlock
- 1960 : Swingin' Decade, Casa Loma Orchestra
- 1960 : Bing & Satchmo, Louis Armstrong/Bing Crosby
- 1987 : Louis Armstrong & All-Stars 1947–1950, Louis Armstrong
- 1987 : Sing, Sing, Sing Benny Goodman
- 1988 : The Complete Columbia Recordings (1949–1953), Sarah Vaughan
- 1989 : I Gotta Right to Sing the Blues, Jack Teagarden
- 1989 : Portrait of Bunny Berigan Bunny Berigan
- 1992 : Easy Jazz, Paul Weston (en)
- 1994 : It's Magic, Doris Day
- 1994 : Louis Prima Vol. 1, Louis Prima
- 1995 : Bouncin' in Rhythm, Adrian Rollini
- 1996 : The Mel Tormé Collection, Mel Tormé
- 1997 : Barrelhouse, Boogie, and the Blues, Ella Mae Morse
- 1998 : Memories of You, Rosemary Clooney
- 1998 : Swing Era 1927–1947, Gene Krupa
- 1998 : The Queen of Big Band Swing, Helen Ward
- 1999 : Happy Holidays: I Love the Winter Weather, Jo Stafford
- 1999 : Knockin' on Wood, Red Norvo
- 1999 : Musical Marriage, Peggy Lee
- 2000 : That Lucky Old Sun, Frankie Laine
- 2001 : Mr. Silvertone, Freddy Martin
- 2002 : The All–Stars at Bob Haggart's 80th Birthday Party, Bob Haggart
- 2003 : Forty Years: The Artistry of Tony Bennett, Tony Bennett
- 2006 : In Person 1925–1955, Hoagy Carmichael
- 2007 : John Pisano's Guitar Night, John Pisano (en)[5]

## Publications
- Van Eps George, Method for Guitar, Epiphone, 1939 (ASIN B004IHGA1Y)
- Van Eps George, Guitar Solos, Mel Bay Publications, 1993 (ASIN B0013GHRKG)
- Van Eps George, Harmonic Mechanisms for Guitar, Volume 1, Mel Bay Publications, 1980 (ISBN 978-0871669063)
- Van Eps George, Harmonic Mechanisms for Guitar, Volume 2, Mel Bay Publications, 1981 (ISBN 978-0786609246)
- Van Eps George, Harmonic Mechanisms for Guitar, Volume 3, Mel Bay Publications, 1982 (ISBN 978-1562223663)